# Habrotrocha soror
Habrotrocha soror is een raderdiertjessoort uit de familie Habrotrochidae. De wetenschappelijke naam van deze soort is voor het eerst geldig gepubliceerd in 1950 door Donner.